# 이호근 (아나운서)
이호근(1985년 9월 27일 ~)은 대한민국의 아나운서다.

## 방송
- 신입사원 (2011) - Top13
- KBS 24시간 뉴스
- 우리동네 예체능 (2014~2016)
- 2016/2017 스페셜V (2017)
- 2018/2019 스페셜V (2018~2019)
- 2019/2020 스페셜V (2019~2020)
- KBO 리그 중계 (2017~)
- 2024 슈퍼레이스(2024~)
- KBS V리그 중계 (2025~)

## 도서
- V-리그 스카우팅리포트(V-리그 관전을 위한 가장 쉽고도 완벽한 준비) (2020)
- 20212022 V 리그 스카우팅리포트(V-리그 관전을 위한 가장 쉽고도 완벽한 준비) (2021)